# Hattlundmoor
Hattlundmoor (dänisch Hatlundmose) ist ein Ortsteil der Gemeinde Steinbergkirche im schleswig-holsteinischen Kreis Schleswig-Flensburg.

## Lage
Hattlundmoor liegt südlich vom Straßendorf Hattlund. Die Häuser von Hattlundmoor sind durch die Dorfstraße Hattlundmoor miteinander verbunden. Westlich von Hattlundmoor liegen in einem Abstand von ungefähr zweihundert Metern Quernholz sowie in einem Abstand von ungefähr 50 Metern der Ortsteil Elkier. Der Hauptort der Gemeinde Steinbergkirche schließt sich Hatlundmoor direkt östlich an. Zu Hattlundmoor gehört auch der nordöstlich gelegene, ungefähr 3 Hektar große Wald Machisterholt (Lage).

## Hintergrund
Der Ortsname wies ursprünglich auf ein Moor beim unweit gelegenen Ort Hattlund hin. Der Ortsname Hattlundmoor ist seit dem Jahr 1723 nachgewiesen. Schon zuvor, im Jahr 1630, wurde im Übrigen erstmals eine Landstelle am östlichen Anfang der Zufahrtsstraße nach Quernholz bei Hattlundmoor mit den Worten: „Kate bei Munckels Kreutze“ beschrieben, welche auch „Munkenskors“ genannt wurde (Lage). 1758 wurde diese Landstelle als Nübler Kate neu besiedelt. Auf der Landkarte der dänischen Landesaufnahme von 1857/1858 und der Karte der Preußischen Landesaufnahme um 1879 von der Steruper Umgebung war das Dorf Hattlundmoor schon eingetragen. Seit der Gründung der Gemeinde Quern gehörte Hattlundmoor zu dieser Gemeinde. Hattlund stellte damals eine eigenständige Gemeinde dar.
Am südlichen Rand vom Machisterholt, nahe dem Ort Steinbergkirche, wurde 1900 bis 1903 eine acht Hektar große Fläche parkähnlich gestaltet. In Handarbeit wurden dort sieben Karpfenteiche angelegt, ein Gartenpavillon errichtet und über tausend Apfelbäume gepflanzt. Die öffentliche Parklandschaft diente zunächst als ein lokales Ausflugsziel. Nach dem Zweiten Weltkrieg wurden am Südrand dieser „Machisterholter Parklandschaft“, an der Straße Hattlundmoor, Wohnhäuser errichtet. Jedes dieser Wohnhäuser übernahm einen Teil der damaligen Teich- und Parklandschaft.

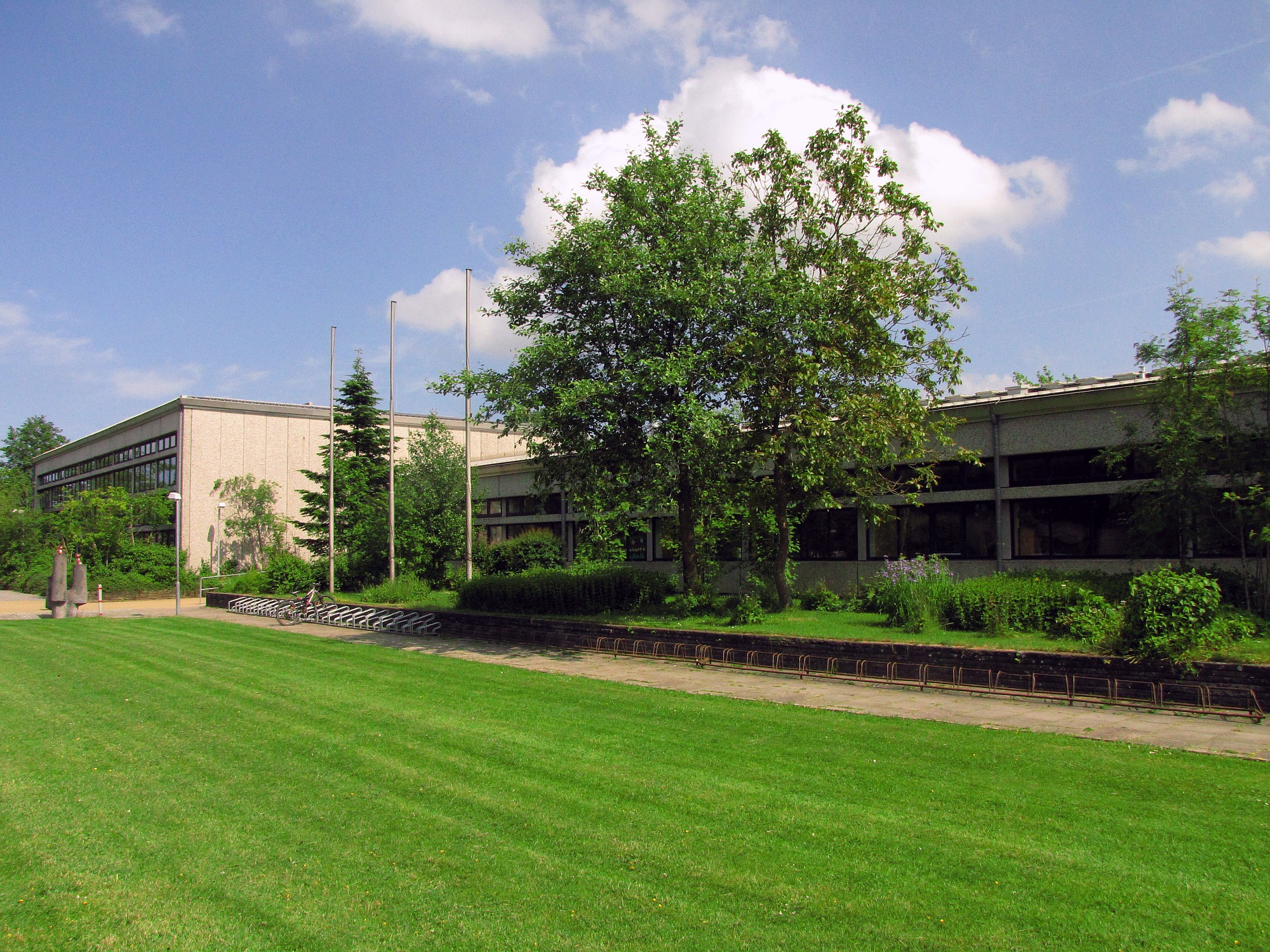
Das ehemalige Grundschulgebäude aus den 1970er Jahren dient heute als Kindertagesstätte

1961 lebten 59 und 1970 68 Menschen im Dorf Hattlundmoor. Auf dem Hattlundmoorer Hof Munkenskors lebten 1970 zudem noch zwei Personen. 1972/73 wurde südlich vom Machisterholt, auf einer Ackerfläche südlich der Straße Hattlundmoor, durch die Gemeinde Steinbergkirche ein Grundschulzentrum eingerichtet. Dafür wurde die dortige Fläche inklusive des Hofes Munkenskors nach Steinbergkirche umgemeindet. Der Hof wurde offenbar um 1970 aufgegeben. Heutzutage findet der Hofname Munkenskors daher wohl offiziell keine Verwendung mehr. Die Grundschule bei Hattlundmoor wurde später zu einem Kindergarten umgebaut, der den Namen Kindertagesstätte Siebenstern erhielt. 2010 wurden die Hausnummern, wegen einer verwirrenden Hausnummernvergabe zum Ort Steinbergkirche hin, neu geordnet. Im Jahr 2013 erfolgte die Eingemeindung der Gemeinde Quern nach Steinbergkirche. Damit gehören seitdem Hattlund und Hattlundmoor derselben Gemeinde an.